# Vogtsburg im Kaiserstuhl
Vogtsburg im Kaiserstuhl (in basso alemanno: Vogtsburg im Kaiserstuehl) è un comune tedesco di 5 737 abitanti, situato nel land del Baden-Württemberg.